# Austromorium flavigaster
Austromorium flavigaster (лат.) — вид мелких муравьёв рода Austromorium из подсемейства мирмицины. Эндемики Австралии.

## Распространение
Австралия, штаты Западная Австралия, Квинсленд, Новый Южный Уэльс, Южная Австралия, Виктория.

## Описание
Мелкие муравьи длиной 2-3 мм, желтовато-красного или красно-коричневого цвета, усики и ноги светлее; брюшко двухцветное (тело мельче размерами и светлее чем у Austromorium hetericki). Усики 12-члениковые, булава 3-члениковая. Длина головы (HL) 0,71-0,87 мм, ширина головы (HW) 0,65-0,81 мм. Жвалы треугольные, с 4-5 зубцами. Нижнечелюстные щупики 2-члениковые, нижнегубные щупики состоят из 2 сегментов. Глаз состоят из 8-10 омматидиев в наибольшем диаметре. Заднегрудка с двумя проподеальными шипиками. Стебелёк между грудкой и брюшком состоит из двух члеников: петиолюса и постпетиолюса (последний четко отделен от брюшка), жало развито, куколки голые (без кокона). Тело грубо скульптированное; жвалы, ноги и брюшко гладкие. Гнёзда в почве, сборщики падали. Вид был впервые описан в 1938 году австралийским мирмекологом Дж. Кларком Шаттаком (J. Clark, Австралия). Разные авторы в прошлые годы относили его к разным родам: Xiphomyrmex в 1938—1976, Chelaner в 1976—1987 или Monomorium. В 2009 году австралийским мирмекологом Стивом Шаттаком (S.O. Shattuck, Австралия) был выделен в отдельный новый род Austromorium, в который также был включён новый вид Austromorium hetericki. Внешне напоминают представителей Lordomyrma (у которых формула щупиков 4,3, 3,3 или 3,2 и 7-9 зубчиков на жвалах), Rogeria и Tetramorium (у которых иное строение клипеуса и более 6 зубчиков в мандибулах).